# Palazzo Michiel del Brusà
Palazzo Michiel del Brusà è un palazzo sito a Venezia, più precisamente nel sestiere di Cannaregio, e affacciato sul Canal Grande. Si trova tra palazzo Michiel dalle Colonne e palazzo Smith Mangilli Valmarana.

## Storia
Nel 1774 il palazzo fu colpito e devastato completamente da un incendio dovuto all'incuria di una domestica: venne ricostruito in seguito grazie a finanziamenti elargiti dalla Repubblica Serenissima di Venezia in virtù di antichi meriti della famiglia Michiel. Sulla facciata vi è la seguente iscrizione, a memoria dell'evento: QUOS IGNIS CONSUMPSIT PATRIA MEMENTA MOJORUM NEPOTIBUS PATRIOS LARES RESTITUIT S.E. VIDUS IANUARIJ 1777.

## Descrizione
Il prospetto principale è caratterizzato da tripartizione e simmetria, come tipico del palazzo veneziano. Elementi importanti della facciata sono i due portali ad acqua posti al pianterreno e le quadrifore arricchite dagli usuali fioroni gotici trilobati sulla cuspide dell'arco. Tutti i fori presenti in facciata sono caratterizzati da una grande estensione; sono numerosi i balconi aggettanti, utilizzati sia per quanto riguarda le monofore sia per quanto concerne le polifore.
Gli interni sono arricchiti da decori a stucco e a fresco, realizzati in gran parte da Jacopo Guarana. Si segnala pure la presenza di un importante portale a terra aperto lungo la Strada Nova.